# Ferdinand Wussin
Ferdinand Wussin, česky též Vusín (1770 Velvary - 2. prosince 1848 Most ) byl rakouský správní úředník, c. k. guberinalní rada  a okresní hejtman Žateckého kraje.

## Životopis
Narodil se v roce 1770 ve Velvarech jako jediný syn tamního poštmistra. Po studiu práv vstoupil v roce 1796 do rakouské státní služby. Začínal v českém komorním úřadu c. k. direktoria jako koncipista. Zde se velmi osvědčil, mimo jiné pro svou znalost češtiny.
Roku 1800 se stal krajským tajemníkem Loketského kraje. Roku 1805 byl krajským komisařem v kraje Rakovník a od roku 1809 v kraji Čáslavském. Zde byl zodpovědný za zásobování ruské armády během ruského tažení Čechami proti Napoleonovi v roce 1815. Své největší úspěchy zaznamenal jako krajský hejtman Žateckého okresu v letech 1820 až 1837. Po 17 letech v úřadu okresního kapitána odešel dne 30. června 1837 do důchodu.
Jeho úspěchy spočívaly zejména v poskytování podpory v oblastech hospodářství, v zakládání nových továren, ve výstavbě nových silnic, v rozšiřování vodovodů a kanalizací, v dláždění ulic ve městech, ve vytváření parků a alejí a při rozšiřování kasáren (např. v Postoloprtech).

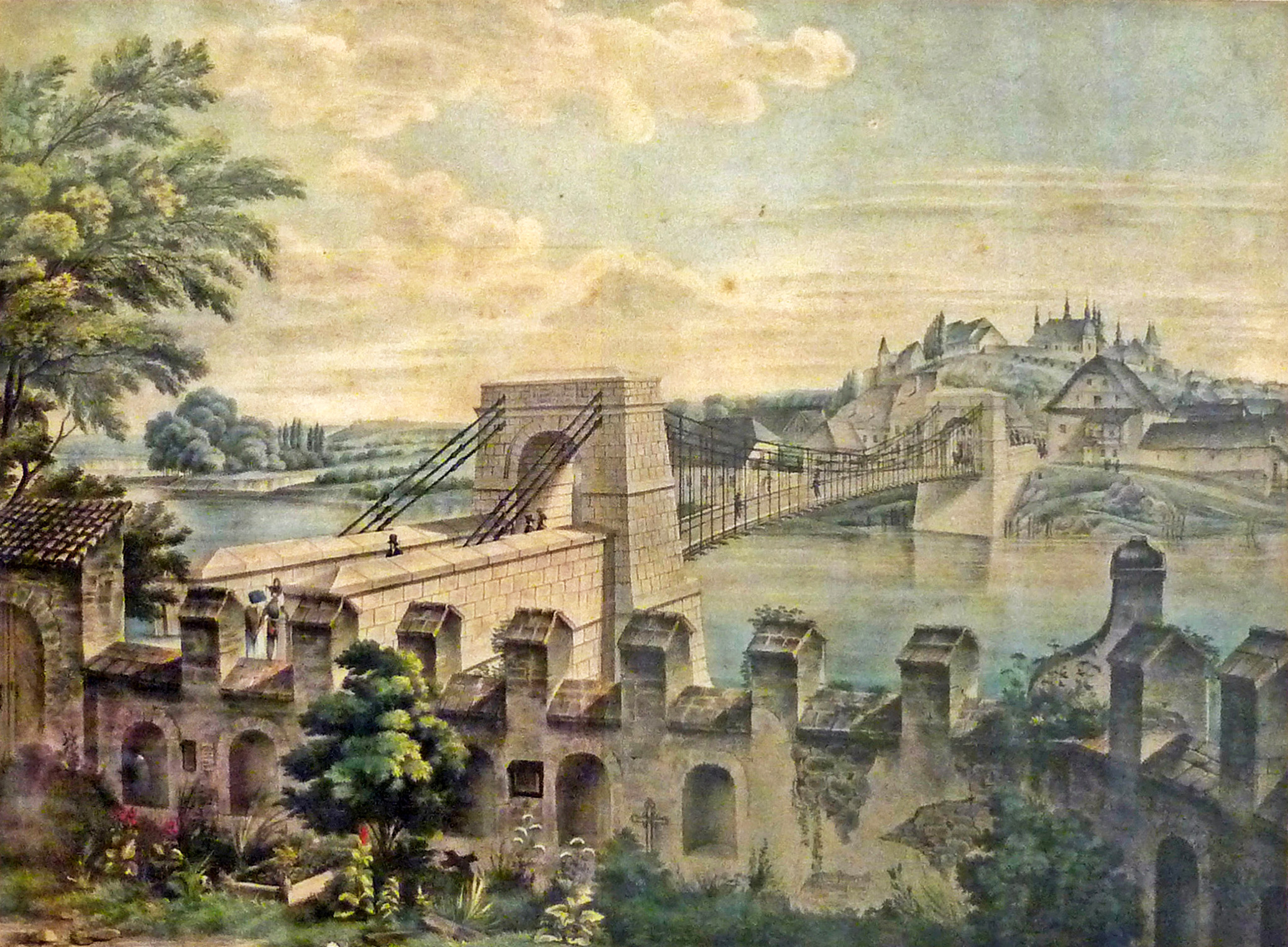
Bývalý řetězový most v Žatci (1826–1891) od F. Schnircha

V rámci tzv. „zkrášlení města“ z roku 1821 prosazoval demolici městských hradeb a městských bran a výstavbu parků a tříd. Jedna z tříd na jihu města je po něm pojmenována, nese jméno Wussingasse. Ve 20. letech 19. století byla z jeho iniciativy zahájena výstavba silnice ze Žatce přes Radíčeves, Podbořany do Bochova a dále směrem na Karlovy Vary. Silnice byla poté rozšířena přes Žiželice do Mostu směrem na Teplice. Jednalo se o předchůdce pozdějších tzv. erárních cest, které byly budovány a udržovány státem. K tomu bylo třeba postavit v Žatci nový most přes Ohři, opět s podporou státu a okresního úřadu. Tento řetězový most přes Ohři byl postaven v letech 1826/27 stavitelem Friedrichem Schnirchem a městu sloužil až do 90. let 19. století. V roce 1828 byl Ferdinand Wussin jmenován čestným občanem Žatce.
Ve 30. letech 19. století přispěl k dalšímu zkrášlení města Žatce. Za podpory starosty Josefa Hoffmanna a okresního hejtmana Wolfganga Julia von Schönau (1783–1853) byly provedeny úpravy na západním svahu pod městskými hradbami. Celý prostor od Libočanské brány po Kněžskou bránu byl upraven a byly vybudovány tzv. Schönauské komplexy . V letech 1834/35 byla zbořena stará Čeradická brána a na jejím místě byl vytvořen další park.
V srpnu roku 1833 si pro své četné zásluhy podal žádost o udělení dědičného rytířského stavu s inkolátem v království českém. Toho se mu sice nedostalo, ale 21. prosince 1833 mu císař projevil Nejvyšší spokojenost. Dva z jeho sedmi synů později v armádě šlechtický titul získali a dcera se vdala za šlechtice Pocka.
Ferdinand Wussin strávil svá poslední léta v Mostě, kde v roce 1848 zemřel. V letech 1923 až 1945 se po něm jmenovala Vusínova alej v Žatci (dnes Komenského alej ).